# Caprino Alendy
Caprino Alendy (Benanoe (Sipaliwini), 24 oktober 1952 - 6 november 2020) was een Surinaams politicus. Hij was 25 jaar lang voorzitter van Broederschap en Eenheid in de Politiek (BEP) en was sinds 2005 vicevoorzitter van De Nationale Assemblée (DNA).

## Biografie
Alendy was lid van de politieke partij BEP en werd in 1987 gekozen tot partijvoorzitter. Voorheen was hij bestuurslid; van beroep was hij leraar van de mulo in Latour. In 2005 werd Alendy vicevoorzitter van DNA. Eind dat jaar werd hij onderscheiden met de Gaanman Gazon Matodja Award.
In 2012 ontstond een hevige ruzie tussen de partij onder aanvoering van Alendy en de BEP-parlementariërs Waldie Adjaiso en Diana Pokie. Zij wilden niet uit de fractie van de alliantie A-Combinatie stappen. Alendy verloor met de BEP twee maal een kort geding om beide parlementsleden te royeren opdat ze teruggeroepen konden worden. Celsius Waterberg, die als minister door president Desi Bouterse was ontslagen omdat de BEP geen steun had verleend aan de herziening van de Amnestiewet, volgde Alendy op 29 september 2012 op. Alendy was bij elkaar 25 jaar voorzitter geweest. Kort erna werd hij uitgeroepen tot erevoorzitter. Ook hierna bleef hij actief betrokken bij de partij.
In 2018 liet rekende Alendy het Waterberg aan dat het aantal zetels bij de vorige verkiezingen sterk teruggelopen was en de interne organisatie beschadigd was. Alendy was aanvankelijk van plan om op 3 februari 2018 te kandideren voor het voorzitterschap van de BEP, maar zag daarvan af toen Ronny Asabina zich kandidaat had gesteld, die hij vervolgens steunde. Asabina won deze verkiezingen en Waterberg vertrok een jaar later en richtte een eigen partij op, de Sociaal Democratische Unie.
Op 6 november 2020 overleed Alendy na een kort ziekbed op een leeftijd van 68 jaar.
Postuum werd in 2021 de mulo in Latour naar hem vernoemd. In 2022 werd hij een maand lang geëerd met een plaats op de Iconenkalender van NAKS.